# Diocèse de Nantes
Le diocèse de Nantes (en latin : dioecesis Nannetensis) est une circonscription territoriale de l'Église catholique en France correspondant au département de la Loire-Atlantique.
Le diocèse de Nantes faisait partie de l'archidiocèse de Tours jusqu'en 2002. En 2003, les régions ecclésiastiques ont été remaniées de façon à mieux correspondre aux régions administratives. Le diocèse de Nantes fait donc maintenant partie de la nouvelle province ecclésiastique de Rennes qui regroupe les diocèses des régions Bretagne et Pays de la Loire.
C'est un des neuf évêchés de la Bretagne historique (symbolisés par les 9 bandes du drapeau breton appelé Gwen ha du) ; son territoire constituait le Pays nantais, lui-même correspondant approximativement à l'actuel département de la Loire-Atlantique.
La devise latine du diocèse de Nantes est « Oculi Omnium In Te Sperant Domine » : « Les yeux de tous mettent en vous leur espérance, Seigneur ».
Laurent Percerou a été nommé évêque de Nantes le 11 août 2020 par le pape François, il a pris ses fonctions lors de la messe d'installation qui s'est déroulée le 20 septembre 2020,.

## Histoire
Sous l'Ancien Régime, le diocèse de Nantes correspondait grosso modo à l'ancien Pays nantais même si les limites ne correspondaient pas obligatoirement à celui-ci : certaines des paroisses du diocèse appartenaient à l'Anjou ou au Poitou, tandis que d'autres par contre, qui relevaient des diocèses de Luçon et du Mans (le Craonnais) faisaient partie de la Bretagne.

### Antiquité
L'évêché a probablement été fondé par saint Clair, premier évêque de Nantes au IIIe siècle, qui a eu un rôle important dans l'évangélisation de la région, où Nantes, chef-lieu de la cité des Namnètes, et Rezé, ville importante de la cité des Pictons, sont à cette époque les deux foyers du christianisme. Le martyre des frères Donatien et Rogatien, les « Enfants nantais », fils d'un magistrat de la ville, marque l'arrivée du christianisme dans l'aristocratie locale et a constitué une forme de catalyseur. Autour des tombes de ces premiers chrétiens s'implantent, hors les murs, des nécropoles qui donneront naissance aux premières églises nantaises dédiées à saint Donatien et saint Similien. Donatien et Rogatien sont les saints patrons du diocèse.

### Haut Moyen Âge
À la fin du Ve siècle, la région passe sous domination franque. À l'époque mérovingienne, des ermitages et monastères sont fondés pour favoriser la conversion des campagnes : (Vertou, Montaigu, Besné, Indret…). À Rezé, la basilique des Champs Saint-Martin est d'une grande richesse ; au début du VIe siècle, Adelfius, évêque de Poitiers, s'y réfugie, chassé par les Wisigoths qui sont ariens.
Le VIe siècle à Nantes est marqué par la personnalité de saint Félix, fils de l'évêque Eumerius, qui succède à son père de 549 à 582, membres d'une famille de l'aristocratie locale. Comme beaucoup d’évêques de l’époque mérovingienne, il assure en plus de son action religieuse des responsabilités publiques au sein de la ville. Ainsi, il fait creuser un nouveau chenal qui porte aujourd'hui son nom afin de permettre un meilleur accès et le développement du port de Nantes, il achève la construction de la nouvelle cathédrale, commencée par son père, qu'il consacre aux apôtres Pierre et Paul. Saint Félix est assez bien connu grâce aux lettres que lui a écrites l'évêque de Poitiers Venance Fortunat.
Dans l'ensemble, l'évêché et le comté de Nantes sont deux entités indépendantes l'une de l'autre. Cependant, au début du VIIIe siècle, l'évêque Agathée et son successeur Émilien, tous deux hommes de guerre, cumulent les deux fonctions.

### Limites du diocèse auIXesiècle
Au IXe siècle, les limites du diocèse sont différentes de celles d'aujourd'hui.
Selon la Chronique de Nantes, il s'arrête au sud à la Loire, la rive gauche du fleuve dépendant encore du diocèse de Poitiers.
Au nord, il est limité par la Vilaine et son affluent le Semnon qui la rejoint à Pléchâtel. Selon un autre texte contemporain relatif au prieuré de Béré, près de Châteaubriant, dépendant de l'abbaye de Marmoutier dans le diocèse de Tours, il est dit que « toutes les églises situées entre la Chère et le Semnon relèvent du diocèse que gouverne l'évêque de Nantes ».
À l'est, l'évêché parait englober la ville et le territoire de Craon. La « Chronique de Nantes » indique en effet que le comte Lambert II abandonnant le comté de Nantes se réfugia à Craon, bourg qui dépendait de l'évêché. Sa sœur, l'abbesse Doda, y exerçait son autorité en raison du monastère de Saint-Clément de Nantes qu'elle gouvernait.

### Normands et Bretons (IXe–Xesiècles)
L'évêché de Nantes est gravement touché par les invasions normandes : en 843, le jour de la fête de saint Jean Baptiste, l'évêque Gohard est massacré par des vikings avec ses paroissiens, alors qu'il célébrait la messe dans la cathédrale.
Un changement politique important a lieu peu après : la conquête par le chef breton Nominoë des comtés de Nantes et de Rennes, donc la formation de la Bretagne historique. En 851, le roi carolingien de Francie occidentale, Charles le Chauve, reconnaît à Erispoë, fils de Nominoë, la possession des territoires conquis, ainsi que du Pagus Ratiatensis, le pays de Retz (donc la ville de Rezé).
Dans le domaine religieux, le successeur d'Erispoë, Salomon, s'efforce de renforcer son pouvoir en séparant les évêchés bretons de leur métropole de Tours grâce à la création de l'archevêché de Dol. Mais ce changement n'est entériné ni par les évêques francs ni par le pape. Lors du concile de Soissons en 866, les prêtres et les évêques réunis reprochent aux Bretons d'avoir envahi l'évêché de Nantes et de ne point se soumettre à la suprématie religieuse de l'archevêque de Tours.
Après le règne de Salomon, les Normands qui continuent de sévir dans la région s'installent à Nantes (vers 880) et ne sont définitivement chassés qu'en 939, par le duc de Bretagne, Alain Barbetorte. Deux de ses fils lui succéderont, à la tête du duché : Gauthier Ier, puis Guérech qui ajoute aux titres de comte de Nantes et de duc de Bretagne de 981 à 988, celui d'évêque élu (mais vraisemblablement non consacré).

### L'évêché de Nantes dans la Bretagne ducale (XIe–XVesiècles)

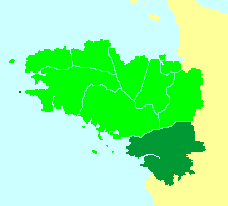
L'ancien évêché de Nantes au moment de la Révolution.

L'évêque de Nantes est possesseur d'un certain nombre de droits et de propriétés dans la ville de Nantes et aux alentours. Par exemple, le lieudit Portechaise à Saint-Sébastien-sur-Loire correspond à un Portus cathedraticus (Port cathédral) qui était probablement sous le contrôle de l'évêché.
Du XIIIe siècle au XVe siècle au moins, l'évêché de Nantes est subdivisé en deux archidiaconés : l'archidiaconé de Nantes, comprenant les doyennés de Nantes, de Retz et de Clisson et l'archidiaconé de La Mée, comprenant les doyennés de Châteaubriant et de La Roche-Bernard.

### La Révolution française
En 1790, l'Assemblée constituante crée les départements et les communes et, peu après, vote la Constitution civile du clergé qui, entre autres, aligne les limites des diocèses sur celles des départements. Ce n'est qu'en 1801 que par le Concordat avec Napoléon, le pape reconnaît ces changements.

### Époque contemporaine
Le 3 janvier 1859, l'Église de France réorganisa l'archidiocèse de Tours en érigeant l'archidiocèse de Rennes. Une première initiative avortée avait déjà été prise en ce sens par l’Assemblée constituante. Ce nouvel archidiocèse de Rennes, comprend les quatre diocèses bretons suivants : le diocèse de Rennes, le diocèse de Quimper et Léon, le diocèse de Saint-Brieuc et le diocèse de Vannes. Les hommes d'Église (curés, prêtres et évêque) représentant les paroisses du département de la Loire-Inférieure, maintiennent leurs liens avec l'archidiocèse de Tours qu'ils conservent fidèlement depuis le tout début du Moyen Âge.
En 2003, l'Église de France décide de regrouper des diocèses et archidiocèses en fonction des regroupements régionaux. L'archidiocèse de Rennes regroupera l'ensemble des diocèses des régions Bretagne et Pays de la Loire.
Depuis 2014, le diocèse est jumelé avec l'archidiocèse de Parakou, au Bénin.

## Organisation

### Ancien Régime
À la veille de Révolution, l'évêché de Nantes était divisé en deux archidiaconés respectivement divisés en six doyennés.

#### Archidiaconé de Nantes
- doyenné de Nantes (12 paroisses)
- doyenné d'Ancenis (32 paroisses)
- doyenné de Clisson (51 paroisses)
- doyenné de Retz (51 paroisses)

#### Archidiaconé de laMée
- doyenné de Châteaubriant (51 paroisses)
- doyenné de La Roche-Bernard (53 paroisses)

### Aujourd'hui
Zones pastorales et paroisses :

#### Zone pastorale de Châteaubriant
- Paroisse Sainte Croix en Châteaubriant (10 clochers)
- Paroisse Saint Joseph du Don (10 clochers)
- Paroisse Saint Clair en Pays Nozéen (8 clochers)
- Paroisse Saint Guénolé en Pays de la Mée (6 clochers)

#### Zone pastorale du Sillon
- Paroisse Notre Dame de la Paix sur Isac (9 clochers)
- Paroisse Sainte Anne de Guémené de Plessé (7 clochers)
- Paroisse Saint Benoît d'Herbignac (4 clochers)
- Paroisse Sainte Croix de Montfort (6 clochers)
- Paroisse Saint Gildas des Sources (5 clochers)
- Paroisse Saint Martin du Sillon (8 clochers)
- Paroisse Saints Riowen et Méréal sur Vilaine (3 clochers)

#### Zone pastorale Erdre et Loire
- Paroisse Saint Benoît en Val de Loire (8 clochers)
- Nouvelle Alliance Hauts de l'Erdre (9 clochers)
- Paroisse Saint Pierre sur Loire (5 clochers)
- Paroisse Saint Martin du Val d'Erdre (6 clochers)
- Paroisse Sainte Marie en Pays d'Ancenis (5 clochers)

#### Zone pastorale Saint Nazaire Brière
- Paroisse Saint François en Saint-Nazaire (3 clochers)
- Paroisse Notre Dame des Eaux (2 clochers)
- Paroisse Sainte Marie en Brière (5 clochers)
- Paroisse Saint Pierre de l'Océan (3 clochers)
- Paroisse Notre Dame de l'Estuaire (4 clochers)

#### Zone pastorale Presqu'île Guérandaise
- Paroisse Notre Dame et Sainte Thérèse de La Baule-Escoublac (3 clochers)
- Paroisse La Trinité d'Escoublac/Pornichet (3 clochers)
- Paroisse Notre Dame La Blanche de Guérande (3 clochers)
- Paroisse Sainte Anne du Pays Blanc (5 clochers)
- Paroisse Saint Yves de la Côte Sauvage (3 clochers)

#### Zone pastorale Nantes nord
- Paroisse Saint Pierre Saint Étienne sur Erdre (2 clochers)
- Paroisse Saint Jean d'Erdre et Gesvres (3 clochers)
- Paroisse Bienheureux Célestin et Michel en val de Cens (3 clochers)
- Paroisse Saint Luc de Bretagne (5 clochers)
- Paroisse Sainte Catherine du Petit Port (3 clochers)

#### Zone pastorale Nantes est
- Paroisse La Trinité de l'Éraudière (3 clochers)
- Paroisse Saint Joseph et Saint Georges (2 clochers)
- Paroisse Sainte Marie de Doulon (4 clochers)
- Paroisse Saint Matthieu sur Loire (3 clochers)

#### Zone pastorale Nantes centre
- Paroisse Notre-Dame de Nantes (3 clochers)
- Paroisse Saint Clément (1 clocher)
- Paroisse Saint Donatien (1 clocher)
- Paroisse des Saints Évêques de Nantes (3 clochers)
- Paroisse Sainte Madeleine de Nantes (1 clocher)
- Paroisse Saint Jean-Paul II (2 clochers)
- Ensemble paroissial Saint François de Sales - Sainte Elisabeth (2 clochers)
  - Paroisse Saint François de Sales
  - Paroisse Sainte Elisabeth

#### Zone pastorale Nantes ouest
- Paroisse Bienheureux Marcel Callo (2 clochers)
- Paroisse Saint Yves (3 clochers)
- Paroisse Saint Luc, Saint Louis de Montfort (2 clochers)
- Paroisse Sainte Anne, Saint Clair (2 clochers)
- Paroisse Saint Hermeland sur Loire (4 clochers)

#### Zone pastorale Nantes sud
- Paroisse Sainte Anne de Goulaine (2 clochers)
- Paroisse Saint François des Coteaux (4 clochers)
- Paroisse Saint Jacques sur Loire (3 clochers)
- Paroisse Saint Jacques, Saint Jean, Sainte Famille (3 clochers)
- Paroisse Saint Paul, Notre Dame du Rosaire (2 clochers)
- Paroisse Saint Pierre du Lac (4 clochers)
- Paroisse Saint-Sébastien-sur-Loire (1 clocher)
- Paroisse Saint Joseph de la Vallée (2 clochers)
- Paroisse Mère Teresa en Sud-Loire (3 clochers)
- Paroisse La Pentecôte (3 clochers)

#### Zone pastorale du Vignoble
- Paroisse Saint Gabriel Sur Maine (7 clochers)
- Paroisse Saint Vincent des Vignes[11] (5 clochers)
- Paroisse Sainte Marie du Val de Sèvre (9 clochers)
- Paroisse Saint Barthélémy entre Loire et Divatte (7 clochers)

#### Zone pastorale du pays de Retz
- Paroisse Saint Jean le Baptiste en Retz (5 clochers)
- Paroisse Saint Gildas de la Mer (4 clochers)
- Paroisse Saint Nicolas de l'Estuaire (3 clochers)
- Paroisse Saint Vital en Retz (5 clochers)
- Paroisse Sainte Croix en Retz (8 clochers)
- Paroisse Sainte Anne Françoise en Retz (8 clochers)
- Paroisse Saint Philibert et Saint Jacques sur Logne (10 clochers)

## Lieu de formation
Le Grand séminaire Saint-Jean est un séminaire interdiocésain situé à Nantes (quartier Breil - Barberie) couvrant les cinq diocèses des Pays de la Loire (Angers, Nantes, Laval, Le Mans et Luçon), mais aussi ceux des îles de l’Océan Indien : les diocèses de Saint-Denis de La Réunion, Port-Louis (Île Maurice) et Port-Victoria (Seychelles), mais aussi les vicariats apostoliques de l'archipel des Comores et de Rodrigues.

## Identité visuelle (logo)

Logo à partir du 3 février 2024

## Personnalités

### Évêques originaires du diocèse de Nantes
En exercice
- Denis Moutel, évêque de Saint-Brieuc et Tréguier
- Benoît Bertrand, évêque de Pontoise
- Dominique-Marie David, archevêque de Monaco
- Hervé Gosselin, évêque d'Angoulême
- Olivier Leborgne, évêque d'Amiens

Émérites
- Hervé Gaschignard, évêque émérite d'Aire et Dax
- Bernard Charrier, évêque émérite de Tulle
- Lucien Fruchaud, évêque émérite de Saint-Brieuc et Tréguier
- Joseph Doré, archevêque émérite de Strasbourg

Décédés
- Adolphe-Marie Hardy, évêque de Beauvais
- Clément Guillon, évêque de Quimper et Léon
- Xavier Baronnet, évêque de Port-Victoria (Seychelles)
- Jacques Fihey, évêque de Coutances et Avranches
- Alcime-Armand-Pierre-Henri Gouraud, évêque de Vannes

### Saints et bienheureux
En plus des personnes déjà citées dans les paragraphes ci-dessus, les personnalités suivantes ont été canonisées ou béatifiées par l'Église catholique :
| Saints et bienheureux                                                   | Représentation | Mort        | Fête       | Biographie |
| ----------------------------------------------------------------------- | -------------- | ----------- | ---------- | ---------- |
| Saint Félix, évêque de Nantes                                           |                | + 582       | 7 Janvier  |            |
| Saint Louis-Marie Grignion de Montfort, prêtre                          |                | + 1716      | 28 Avril   |            |
| Bienheureureux Célestin Ringeard et Michel Fleury, religieux et martyrs |                | + 1996      | 8 Mai      |            |
| Saint Yves, prêtre                                                      |                | + 1303      | 19 Mai     |            |
| Saint Donatien et Rogatien de Nantes, martyrs                           |                | + 288 - 304 | 24 Mai     |            |
| Saint Similien de Nantes troisième évêque de Nantes,                    |                | + 4 siècle  | 16 Juin    |            |
| Saint Gohard, évêque de Nantes et martyr                                |                | + 843       | 25 Juin    |            |
| Sainte Anne-Françoise Moreau, vierge et martyr                          |                | + 1900      | 9 Juillet  |            |
| Saint Pasquier, évêque de Nantes                                        |                | + 680       | 10 Juillet |            |
| Clair de Nantes premier évêque de Nantes.                               |                |             |            |            |
| Gohard de Nantes évêque de Nantes et seigneur de Blain, martyr.         |                | 843         |            |            |
|                                                                         |                |             |            |            |
|                                                                         |                |             |            |            |

## Initiatives en matière d'écologie

### Groupe d'écologie intégrale
Le groupe « Écologie, paroles de chrétiens » s’est réuni entre 2010 et 2013 à l’initiative du diocèse. En croisant des compétences diverses (scientifiques, économiques, juridiques, philosophiques et théologiques), il a travaillé sur les enjeux de l’écologie à la lumière de la tradition chrétienne. Il a publié un ouvrage de 250 pages, Simplicité et Justice - Parole de chrétiens sur l'écologie.

### Festival de l'écologie intégrale
Le diocèse de Nantes organise une mise en pratique concrète dans le cas du programme pastorale diocésain "église verte" un festival écologie intégrale avec un marché de produit régionaux le 1 octobre 2022.L'épicentre de ce festival est une commune de Loire atlantique dépend du diocèse de Nantes; Derval.